# Næstved Retail Park
Næstved Retail Park er et megacenter i Næstved, der indeholde butikker og varehuse med særligt pladskrævende varegrupper.
Megacenteret er 18.500 m² og ligger øst for det nuværende Næstved Megacenter i udkanten af Næstved. Den indeholder butikker som Elgiganten, Babysam og Bone’s Restauranter, Jysk, Sport 24, Jem & fix, Kids Coolshop og HTH Køkkener.
Første spadestik blev taget af Næstveds borgmester Carsten Rasmussen den 2. december 2020 og Megacenteret åbnede i april 2022.

## Reference
1. ↑  Palm, Kim (21. november 2020). "Bones kommer til byen: Nyt kæmpe shoppingcenter på vej". SN.dk. Hentet 2. april 2021.
2. ↑  Witt, Per (14. april 2021). "Byggeri skrider planmæssigt frem: Shoppingcenter udvides med endnu en stor butikskæde". SN.dk. Hentet 18. april 2021.
3. ↑  Palm, Kim (3. december 2020). "Første spadestik til Sjællands største shoppingområde: De her butikker flytter ind". SN.dk. Hentet 2. april 2021.

55°15′15″N 11°47′35″Ø / 55.2541°N 11.793°Ø